# Leucobryum sericeum
Leucobryum sericeum är en bladmossart som beskrevs av Brotherus och Geheeb 1898. Leucobryum sericeum ingår i släktet Leucobryum och familjen Dicranaceae. Inga underarter finns listade i Catalogue of Life.